# 乃良大桥
乃良大桥是柬埔寨干丹省与波萝勉省乃良之间跨越湄公河的一座斜拉桥，全长约2.2公里，承载柬埔寨1號國道，是金边通向越南胡志明市的最近通道。大桥使用了日本政府的ODA，由日本三井住友建设施工，也被称为「翼桥」（つばさ橋）。